# Flik 30
A Fliegerkompanie 30 (rövidítve Flik 30, magyarul 30. repülőszázad) az osztrák-magyar légierő egyik repülőszázada volt.

## Története
A századot 1916 elején állították fel az ausztriai Straßhofban. Kiképzése után június 30-án a román frontra került, bázisa a Máramarossziget és Aknaszlatina között elhelyezkedő tábori repülőtér volt. 1917. július 25-én az egész légierőt átszervezték; ennek során a század hadosztályfelderítői feladatot kapott (neve ekkortól Divisions-Kompanie 30, Flik 30D). 1917 végén Kézdivásárhelyen állomásozott, majd a keleti frontra vezényelték Csernovic mellé. Az orosz békekötés után Olaszországba szállították át és átszervezték vadászszázaddá (Jagdflieger-Kompanie 30, Flik 30J). 1918 nyarán a 6. hadsereg alárendeltségében a Piave-offenzívában harcoltak. Ekkor Aviano és San Pietro in Campo tábori repülőterén voltak a bázisaik. 1918 október 15-én a század átkerült a Belluno-hadseregcsoporthoz és átvezényelték Santa Giustinába.
A háború után a teljes osztrák légierővel együtt felszámolták.

## Századparancsnokok
- Brunner József főhadnagy
- Szendrey László főhadnagy
- Wedige von Froreich lovassági százados
- Emil Kruk százados
- Brunner József százados
- Hans Fischer főhadnagy

## Ászpilóták
| Név           | A században szerzett győzelem |
| ------------- | ----------------------------- |
| Roman Schmidt | 2                             |

## Századjelzés
1918 áprilisában a 6. hadseregcsoport repülőgépein azonosító jelzések felfestését határozták el. A 30. században a törzs oldalaira a pilótafülke mögött fehér pajzson piros színű, háromágú csillagot helyeztek el fehér szegéllyel.   

## Repülőgépek
- Lloyd C.II
- Hansa-Brandenburg C.I
- Fokker D.I
- Albatros D.III
- Phönix D.I